# 九州芸術の杜
九州芸術の杜（きゅうしゅうげいじゅつのもり）は、大分県玖珠郡九重町にある美術館を中心とする複合施設である。

## 概要
2003年（平成15年）5月10日開館。阿蘇くじゅう国立公園に隣接する25,000m2の広大な敷地にある6つの美術館からなる美術館の複合施設である。株式会社エル・ランチョ・グランデのグループ企業である九州芸術の杜株式会社が運営する。
毎年5月には春の芸術祭というイベントを開催している。

## 施設

### 美術館
- 榎木孝明美術館 - 俳優であり画家の榎木孝明の水彩画を展示する[4]。
- 後藤純男リトグラフ館 - 日本画家後藤純男のリトグラフ作品等を展示する。2014年（平成26年）5月10日開館。後藤は、第72回日本芸術院賞並びに恩賜賞を受賞している[5]。
- 工藤和男美術館 - 工藤和男の洋画を展示する。2015年（平成27年）5月4日開館[6]。
- 平塚運一版画館 - 平塚運一の版画を展示する。2013年（平成25年）5月開館[7]。
- 少路和伸美術館 - 少路和伸のアクリル画を展示する。2017年（平成29年）4月9日プレオープン、5月4日グランドオープン[8][3][9]。
- 城本敏由樹作品館[10]。
- 野口忠行美術館-ペン画・水彩画・油絵を展示する。2019年（令和元年）10月オープン。大川市出身

### その他の施設
- 図書館[1]
- 花公園 - 2015年（平成27年）5月オープン[11]。

## 定休日等
- 定休日 - 火曜日（祭日は開館）
- 利用可能時間 - 10:00〜17:00（最終入館は16:00）
- 入場料 - 大人 1,100円、高校生 990円、小中学生 550円[12]

## 九州芸術の杜音楽隊
九州芸術の杜がボランティアの事務局として運営するアーティストのサークル。2013年1月6日設立。九州芸術の杜内でのイベントに出演する。

## 交通
- 大分自動車道九重IC、九酔渓経由。九重ICから約20km、約30分。
- 大分自動車道湯布院IC、やまなみハイウェイ経由。約30分。
- 九重"夢"大吊橋より約6分[12]。